# اقتحام آحل كوح
اقتحام آحل كوح (بالأوارية: Ахlулгохlда къеркьей ، بالروسية: Штурм Ахульго) عملية عسكرية نفذتها مفرزة «الشيشان» التابعة للجيش القوقازي الحر الموالي لروسيا القيصرية تحت قيادة الملازم الجنرال غرابي، وكان هدف الاعتداء حصار الإمام شامل ومكان تحصنه على هضبة آحل كوح في داغستان ، التي وقعت في يونيو - أغسطس 1839 سنة.

## تعزيزات إمام شامل والأوضاع في شمال القوقاز بداية عام 1839
في عام 1832 خلال المعركة مع القوات الروسية في ضواحي قرية غيمري استشهد إمام داغستان الأول غازي محمد. ولكن لم تتوقف المقاومة للقوات الروسية بوفاته. إذ واصل مابدأه غازي محمد خلافاؤه حمزة بك وإمام شامل. بعد حملة غير ناجحة بقيادة الملازم فيزي ضد الإمام شامل، تأثر الناس بإمام شامل وزاد تأثيرهم بشكل ملحوظ، ومعظم سكان الجبال التحقوا بصفوف الإمام شامل علنا. في الوقت نفسه قام نائب «تاشيف حجي» بهجوم مستمر على حامية روسية في الشيشان ومناطق في شمال داغستان، تأييدا لإمام شامل ومضايقة للروس. فخطر ببال قيادة الجيش القوقازي أنه من الضروري اتخاذ تدابير ضد القوة المتزايدة من قبل جيش الإمام، وتحقيقا لهذه الغاية، قررت القيادة إجراء حملات عقابية في شمال داغستان.

## اقرأ أيضا
- تاريخ جمهورية داغستان